# HTML5 video
HTML5 video je HTML prvek zahrnutý ve specifikaci HTML5. Slouží k přehrávání videa či filmů.

## Struktura
Prvek video je párový, má tedy koncovou značku. Vše, co je uvnitř tohoto prvku, až na prvky <source>, je považováno za alternativní obsah pro prohlížeče, které prvek video nepodporují. Již zmíněný prvek source pak slouží k uvedení alternativních formátů videa. Pokud prohlížeč nedokáže přehrát první, jednoduše zkusí přehrát druhý. Prvek source má povinné vlastnosti src a type, stejné jako u elementu video.

## Atributy
| Atribut  | Možné hodnoty | Popis                                                          |
| -------- | ------------- | -------------------------------------------------------------- |
| autoplay | autoplay      | Určí, že se má záznam ihned po načtení začít přehrávat         |
| controls | controls      | Určí, že má prohlížeč zobrazit ovládací tlačítka               |
| height   | velikost      | Specifikuje výšku videa                                        |
| loop     | loop          | Slouží k automatickému přehrávání od začátku ihned po skončení |
| poster   | URL           | Specifikuje URL náhledového obrázku videa                      |
| src      | URL           | Specifikuje URL video souboru                                  |
| type     | MIME type     | Specifikuje MIME type souboru videa                            |
| width    | velikost      | Specifikuje šířku videa                                        |

## Podporované formáty
Podpora video formátů v prohlížečích pro prvek video se hodně liší; formát totiž žádná specifikace nezahrnuje a je jen na výrobcích prohlížečů a tvůrcích webových stránek, jaký formát si zvolí.
V prohlížečích zatím nejpodporovanější formát je Ogg Theora (video/ogg, *.ogv), který podporuje Firefox, Opera a Google Chrome.
Další známý formát je H.264 (video/mp4, *.mp4), který podporuje Internet Explorer 9, Safari a Google Chrome.
Google taktéž vyvinul nový formát pro prezentaci hudby a videí na internetu, WebM (video/webm, audio/webm; *.webm), jehož základem je Matroska - VP8 pro video a Vorbis pro audio. Ten má být brzo podporován ve všech hlavních prohlížečích.

## Příklad
Následující úryvek HTML5 kódu vloží do webové stránky přehrávač video s dalšími možnostmi pro prohlížeče nepodporující daný formát a s odkazem na stažení souboru pro starší prohlížeče.
```
<
video
 
width
=
"300"
 
height
=
"300"
 
controls
>

 
<
source
 
src
=
"video.webm"
 
type
=
"video/webm"
>
 
 
<
source
 
src
=
"video.mp4"
 
type
=
"video/mp4"
>

 
<
source
 
src
=
"video.ogv"
 
type
=
"video/ogg"
>

 
<
p
>
Video si lze 
<
a
 
href
=
"video.webm"
>
stáhnout
</
a
>
.
</
p
>

</
video
>

```